# Calera y Chozas
Calera y Chozas è un comune spagnolo di 4 691 abitanti situato nella comunità autonoma di Castiglia-La Mancia.
Il comune è formato da due nuclei principali: Calera y Chozas (capoluogo) e Alberche del Caudillo.